# Ornithogalum anatolicum
Ornithogalum anatolicum är en sparrisväxtart som beskrevs av Constantine Zahariadi. Ornithogalum anatolicum ingår i släktet stjärnlökar, och familjen sparrisväxter.
Artens utbredningsområde är Turkiet. Inga underarter finns listade i Catalogue of Life.